# سیارک ۲۰۴۷۲
سیارک ۲۰۴۷۲ (به انگلیسی: 20472 Mollypettit، نامگذاری:1999NL7) بیست هزار و چهارصد و هفتاد و دومین سیارک کشف شده‌است که در ۱۳ ژوئیه ۱۹۹۹ کشف شد.
قدر مطلق سیارک برابر ۱۰.۷ است.